# Skopiszki
Skopiszki (lit. Skapiškis) – miasteczko na Litwie, położone w okręgu poniewieskim, w rejonie kupiszeckim, nad jeziorem Mitowo. Liczy 403 mieszkańców (2011). 
W miejscowości tej urodził się ks. Wincenty Kwiatkowski.